# 小行星5687
小行星5687（英語：5687 Yamamotoshinobu）是一颗围绕太阳公转的小行星。1991年1月13日，串田嘉男、村松修在八之岳发现了此天体。
这颗小行星的绝对星等为239.5249112032987等。